# Jessica Heafey
Jessica Heafey est une actrice canadienne.

## Filmographie
- 2000 : For Better or For Worse
- 2002 : Jeremiah : Maxine
- 2002 : John Doe
- 2004 : Ciao Bella : Carmie Batista
- 2004 : Metropia : Aviva
- 2006 : Collision fatale : Major Rachel Fine
- 2006 : Femmes d'exception : Movie date
- 2008 : M.V.P. : Sophie Paquet-Bouche
- 2010 : Elopement : Sarah Howland
- 2010 : A Night for Dying Tigers : laney
- 2010 : Supernatural : Gwen Campbell
- 2013 : Trafic de bébés : Erin
- 2014 : Eaux troubles du crime : Interview voiceover
- 2014 : Retour à Cedar Cove : Collector
- 2015 : FSM : Alison
- 2015 : Les Crimes de l'Ouest : voix
- 2016 : iZombie : maire Gwen Davis
- 2016 : La boutique des secrets : Meurtre en 3 actes : une policière
- 2016 : Jeu trouble : Colleen
- 2016 : Mushers: Conquering the Yukon Quest : Nina Hansen
- 2017 : Aurora Teagarden : Un bébé sur les bras : Margaret Granberry
- 2017 : Site Unseen: An Emma Fielding Mystery : Nikki
- 2017 : Une idylle d'automne : Emma Nolan